# Europees kampioenschap voetbal 2020 (Groep A) Italië - Wales
Dit artikel gaat over de wedstrijd in de groepsfase in groep A tussen Italië en Wales die gespeeld werd op zondag 20 juni 2021 in het Olympisch Stadion te Rome tijdens het Europees kampioenschap voetbal 2020. Het duel was de 26ste wedstrijd van het toernooi.

## Voorafgaand aan de wedstrijd
- Italië stond bij aanvang van het toernooi op de zevende plaats van de FIFA-wereldranglijst.[1] Vijf Europese landen en EK-deelnemers stonden boven Italië op die lijst. Wales was op de zeventiende plaats terug te vinden.[2] Wales kende elf Europese landen en EK-deelnemers met een hogere positie op die lijst.
- Italië en Wales troffen elkaar voorafgaand aan deze wedstrijd al negen keer. Italië won zevenmaal, Wales zegevierde twee keer en nooit eerder eindigde het duel onbeslist. Nooit eerder ontmoetten deze teams elkaar op een groot eindtoernooi.
- Voor Italië was dit haar tiende deelname aan een EK-eindronde en de zevende op rij. Op het EK 1968 werd Italië Europees kampioen. Wales nam voor een tweede maal deel aan een EK-eindronde en wel op rij. Op het EK 2016 bereikte Wales de halve finales.
- Italië had zich al verzekerd van een plaats in de achtste finales met een 0–3 overwinning tegen Turkije en een overwinning met dezelfde cijfers tegen Zwitserland. Wales kon zich na een 1–1 gelijkspel tegen Zwitserland en een 0–2 overwinning tegen Turkije verzekeren van een plaats in de volgende ronde met een gelijkspel of als Zwitserland niet verloor van Turkije.

## Wedstrijdgegevens[3]
| Datum                  | 20 juni 2021                                                                                  | 20 juni 2021                                                                                  |
| Aftrap                 | 18:00 uur                                                                                     | 18:00 uur                                                                                     |
| Wedstrijdnummer        | 26                                                                                            | 26                                                                                            |
| Stadion                | Olympisch Stadion, Rome                                                                       | Olympisch Stadion, Rome                                                                       |
| Toeschouwers           | 11.541                                                                                        | 11.541                                                                                        |
| Scheidsrechter         | Ovidiu Haţegan                                                                                | Ovidiu Haţegan                                                                                |
| Assistenten            | Radu Ghinguleac Sebastian Gheorghe                                                            | Radu Ghinguleac Sebastian Gheorghe                                                            |
| Vierde official        | Orel Grinfeeld                                                                                | Orel Grinfeeld                                                                                |
| Videoscheidsrechters   | Paweł Gil François Letexier (assistent) Benjamin Pages (assistent) Pol van Boekel (assistent) | Paweł Gil François Letexier (assistent) Benjamin Pages (assistent) Pol van Boekel (assistent) |
| Man van de wedstrijd   | Federico Chiesa                                                                               | Federico Chiesa                                                                               |
|                        | Italië                                                                                        | Wales                                                                                         |
| Doelpunten             | 1                                                                                             | 0                                                                                             |
| Gele kaarten           | 1                                                                                             | 2                                                                                             |
| Rode kaarten           | 0                                                                                             | 1                                                                                             |
| Wissels                | 5                                                                                             | 5                                                                                             |
| Schoten op doel        | 6                                                                                             | 1                                                                                             |
| Schoten naast doel     | 11                                                                                            | 2                                                                                             |
| Overtredingen          | 14                                                                                            | 12                                                                                            |
| Hoekschoppen           | 7                                                                                             | 1                                                                                             |
| Buitenspel             | 3                                                                                             | 0                                                                                             |
| Passnauwkeurigheid (%) | 92                                                                                            | 78                                                                                            |
| Balbezit (%)           | 63                                                                                            | 37                                                                                            |

| Italië | 1 – 0          | Wales |
| (Marco Verratti) Matteo Pessina 39' | goals (assist) | |
| Roberto Mancini | bondscoach     | Rob Page |
| Gianluigi Donnarumma 89' Rafael Tolói Leonardo Bonucci 46' Alessandro Bastoni Emerson Matteo Pessina 87' Jorginho 75' Marco Verratti ( 46') Federico Chiesa Andrea Belotti Federico Bernardeschi 75' | opstellingen   | Danny Ward ( 86') Chris Gunter Joe Rodon Ethan Ampadu Connor Roberts 86' Joe Allen 60' Joe Morrell 86' Neco Williams 86' Gareth Bale Aaron Ramsey 74' Daniel James |
| Francesco Acerbi 46' Bryan Cristante 75' Giacomo Raspadori 75' Gaetano Castrovilli 87' Salvatore Sirigu 89'                                                                                          | wissels        | 60' Kieffer Moore 74' Harry Wilson 86' David Brooks 86' Ben Davies 86' Dylan Levitt                                                                                |
| Matteo Pessina 79' | gele kaarten   | 51' Joe Allen 79' Chris Gunter |
| | rode kaarten   | 55' Ethan Ampadu |